# 노턴 시큐리티
노턴 시큐리티(Norton Security)는 시만텍이 개발한 크로스 플랫폼 보안 제품군으로서, 구독 기반 실시간 악성 소프트웨어 방지 및 제거, 아이덴티티 도난 방지, 성능 튜닝 도구를 제공한다. 다른 기능들로는 개인 방화벽, 이메일 스팸 필터링, 피싱 보호가 포함된다. 시만텍의 노턴 계열의 일부로서 2014년 9월 23일에 출시되었으며 자사의 대표 바이러스 검사 제품으로서 장시간 운영해온 노턴 인터넷 시큐리티를 대체한다.

## 시스템 요구사항
- 지원 운영 체제[3]
  - 마이크로소프트 윈도우 XP (모든 32비트 버전) w/ 서비스 팩 3 (SP 3) 이상
  - 마이크로소프트 윈도우 비스타 (모든 버전) w/ 서비스 팩 1 (SP 1) 이상
  - 마이크로소프트 윈도우 7 (모든 버전) w/ 서비스 팩 1 (SP 1) 이상
  - 마이크로소프트 윈도우 8/8.1 (모든 버전). 일부 보호 기능은 윈도우 8 시작 화면 탐색기에서 이용 불가.
  - 마이크로소프트 윈도우 10 (모든 버전). 엣지 브라우저 지원 안 함.
- 맥 운영 체제
  - Mac OS X의 최신 및 이전 2개의 버전. 암호 관리 기능은 지원 안 함.
  - 노턴 패밀리와 노턴 패밀리 프리미어 기능은 지원 안 함 (노턴 시큐리티 프리미어 전용)
- 안드로이드 운영 체제
  - 안드로이드 2.3 이상. 구글 플레이 앱 설치 필요.
  - 노턴 패밀리 프리미어 안드로이드 앱의 경우 안드로이드 4 이상 필요 (노턴 시큐리티 프리미어 전용)
- iOS 운영 체제
  - iOS 7 이상
  - 노턴 패밀리 프리미어 어린이 감시 앱의 경우 iOS 8 이상 필요 (노턴 시큐리티 프리미어 전용)

## 같이 보기
- 노턴 360